# Campagne de la péninsule de Huon
Seconde Guerre mondiale
Batailles
- Scarlet Beach
- Finschhafen
- Sattelberg
- Wareo
- Long Island
- Sio
- Saidor
- Madang

- Rabaul
- 1re Salamaua-Lae
- Mer de Corail
- Piste Kokoda
- Baie de Milne
- Goodenough
- Buna-Gona-Sanananda
- Lilliput
- Merauke

- Wau
- Mer de Bismarck
- I-Go
- 2e Salamaua-Lae
- Chronicle
- Monts Finisterre
- Bougainville
- Bombardement de Wewak
- Péninsule de Huon
- Nouvelle-Bretagne
- Bombardement de Rabaul

- Neutralisation de Rabaul
- Îles de l'Amirauté
- Emirau
- Take Ichi
- Nouvelle-Guinée occidentale

La campagne de la péninsule de Huon désigne une série d'actions de septembre 1943 à mars 1944 menées par l'Australie, appuyée par les États-Unis, contre l'empire du Japon lors de la campagne de Nouvelle-Guinée durant la guerre du Pacifique.
Après leurs succès lors de la campagne de Salamaua-Lae, les forces australiennes poursuivent en septembre 1943 leurs offensives dans le Territoire de Nouvelle-Guinée avec pour objectif de reprendre et de sécuriser la Péninsule de Huon.
La 9e division d'infanterie fut à cet effet chargée d'avancer vers l'est de Lae puis de remonter le long des lignes côtières de la péninsule et d'y neutraliser les garnisons japonaises sur sa route. Cette campagne se déroula en parallèle de la Campagne des monts Finisterre, démarrée au même moment, où la 7e division d'infanterie reçut pour objectif de mener les opérations vers l'ouest de Lae, puis de remonter vers le nord-ouest en s’enfonçant par les terres vers les monts Finisterre pour rejoindre Madang.

## Contexte

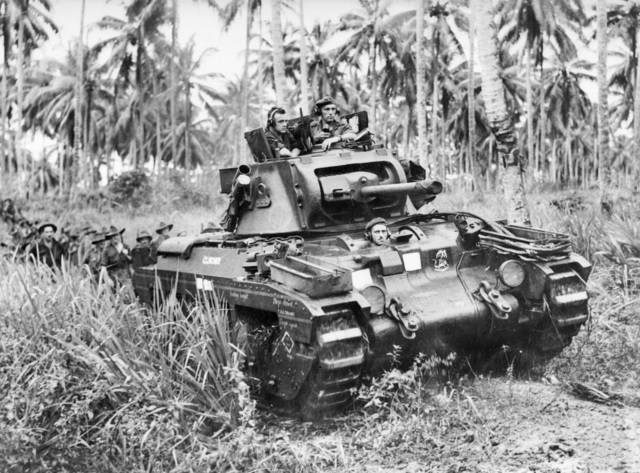
Chars australien lors de la campagne

### Situation géographique
La péninsule de Huon est située sur la côte nord-est de la Nouvelle-Guinée et s'étend de Lae, au sud, sur le golf de Huon, à Sio, dans le nord, le long du détroit de Vitiaz. Entre ces deux positions, de nombreux fleuves et rivières sont autant d'obstacles, notamment les fleuves Song, Bumi et Mapé. Ces cours d'eau descendent des montagnes de l'intérieur, composées du massif de Rawlinson au sud et des monts Cromwell à l'est. Ces deux chaînes se rencontrent au centre de la péninsule pour former le massif de Saruwaged Range, qui rejoint les monts Finisterre plus loin vers l'ouest. À l'exception d'une étroite bande côtière plate, la région est couverte d'une jungle particulièrement dense, que peu de pistes parcourent. Le terrain est escarpé et les quelques routes existantes ne sont pas praticables par les engins motorisés, à moins d'interventions du génie. Par conséquent, les soldats engagés doivent bien souvent se déplacer à pied.
Lors de l'élaboration de leurs plans, les Alliés identifient trois régions comme d'une importance particulière. La plage au nord de Katika, plus tard dénommée Scarlet, le pic Sattelberg haut de 960 mètres, à huit kilomètres au sud-ouest, qui domine toute la région et Finschhafen, une localité qui comprend un petit aérodrome près de la côte et d'une baie qui comprend des infrastructures portuaires protégées, à neuf kilomètres au sud de la plage Scarlet. De leurs côtés, les Japonais accordent aussi une importance au pic Satterlbert et à Finschhafen. En outre, ils considèrent la crête courant du village de Gusika sur la côte, à 5,5 kilomètres au nord de Katika, jusqu'à Wareo, à 7,5 kilomètres à l'intérieur des terres, comme une position stratégique. En effet, une piste la longe, permettant aux Japonais d'approvisionner leurs forces positionnées autour du pic Sattelberg. Enfin, elle constitue une barrière naturelle à toute progression vers le nord depuis Finschhafen.

### Situation militaire
En 1943, l'expansion japonaise dans la région du sud-ouest du Pacifique s'arrête. En Papouasie-Nouvelle-Guinée, leur avance est entravée par la résistance australienne lors de la campagne de la piste Kokoda puis, les Japonais sont vaincus lors de la bataille de la baie de Milne, celle de Buna-Gona, de Wau et de Guadalcanal. Contraints de se replier, ils perdent l'initiative face aux Alliés qui, en 1943, ont pour plan de les repousser plus encore dans la région de la Nouvelle-Guinée.
Les stratèges alliés décident de focaliser leur attention sur la reconquête des Philippines et, finalement, la conquête des îles japonaises. La clé de voûte de la puissance japonaise dans la région réside sur l'importance de la base de Rabaul. De ce fait, la conquête ou l'affaiblissement de celle-ci devient l'objectif prioritaire des Alliés, ce qui donne lieu à l'élaboration de l'opération Cartwheel. 
Pour accomplir cet objectif, les Alliés ont besoin de bases aériennes dans la région. Les généraux alliés, dont Douglas MacArthur, décident de s'emparer de deux aérodromes, celui de Lae et celui de Finschhafen. La prise de Lae permettrait aux Alliés de disposer d'un port pour ravitailler Nadzab et faciliterait les opérations dans la vallée de Markham. Quant à la conquête de Finschhafen et de la péninsule de Huon, elle est un préalable primordial pour la conduite des opérations en Nouvelle-Bretagne, du fait de la présence d'un port naturel assurant le contrôle des détroits de Vitiaz et de Dampier.

### Forces en présence
Au début de la campagne, aucune troupe au sol américaine n'est présente et la mission de conquérir Finschhafen est confiée à la 9e division australienne. C'est une formation aguerrie, issue de la Seconde force impériale australienne formée uniquement de volontaires, qui a combattu en Afrique du Nord, défendant Tobrouk contre les Allemands, avant d'être pleinement engagée lors de la première puis de la deuxième bataille d'El-Alamein. Au début de l'année 1943, elle est rapatriée en Australie et est réorganisée pour l'adapter au combat dans la jungle. Comprenant 13 118 hommes, elle est constituée de trois brigades (la 20e, la 24e et la 26e), chacune composée de trois bataillons. Des bataillons autonomes du génie, blindés et d'artillerie font aussi partie de la division. En plus de la 9e division, des unités de milice issues de la 4e brigade doivent aussi intervenir à la suite des combats initiaux. Quant aux Américains, ils participent sous la forme de soutien logistique, naval ainsi qu'en matière de génie militaire.

## La campagne

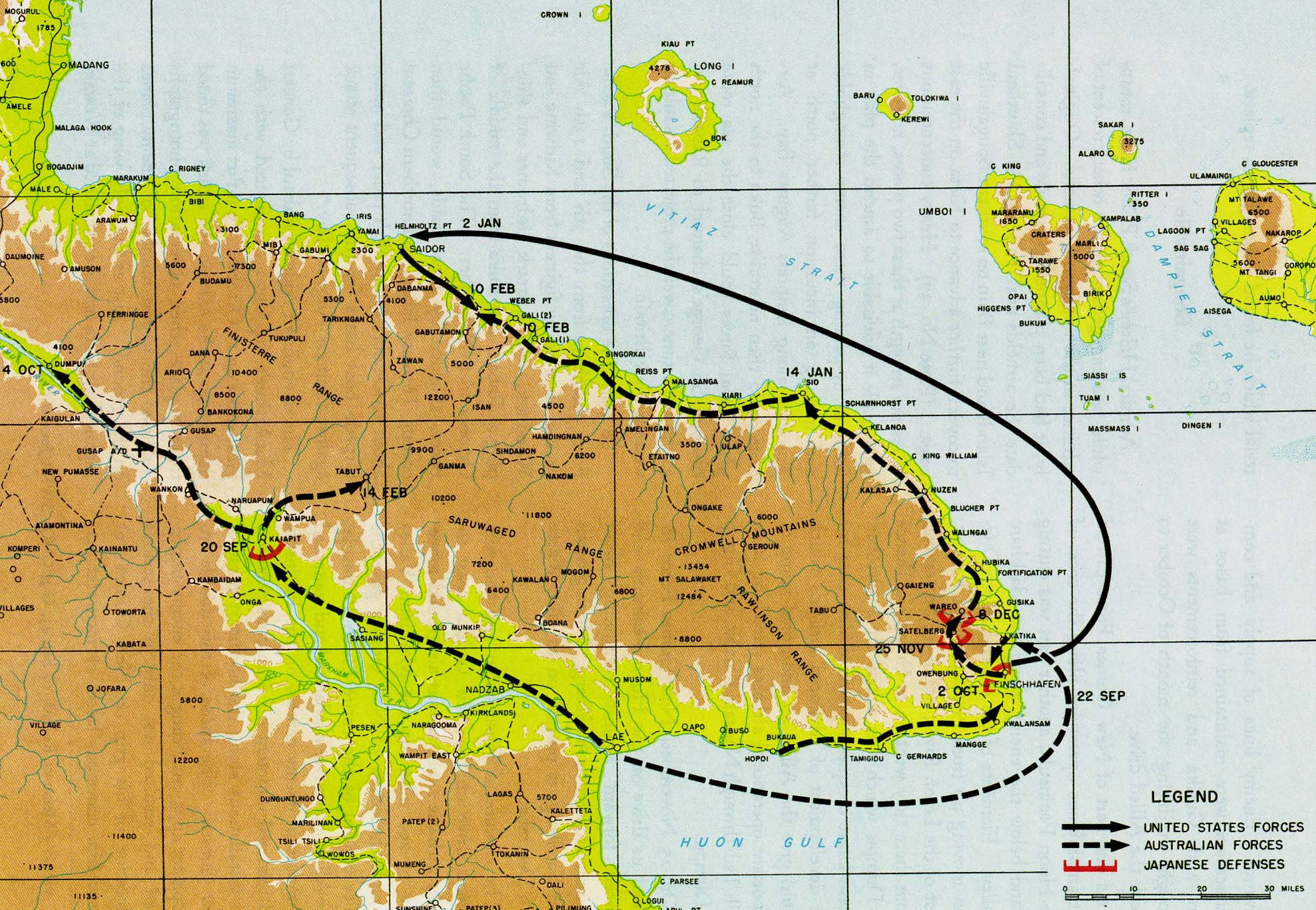
Carte des opérations alliées sur la péninsule de Huon en 1943-1944.

La campagne débute le 4 septembre 1943 par un assaut amphibie australien sur des véhicules de débarquements américains qui ne rencontre pas d'opposition à Scarlet Beach, près de Finschhafen, à une centaine de kilomètres au nord-est de Lae. Durant les combats des semaines suivantes, l'armée australienne prend le contrôle de Finschhafen et de son aérodrome le 2 octobre 1943, après une retraite des troupes impériales vers Sattelberg (en), un village dominant la zone à 900 mètres d'altitude situé à quelques kilomètres au nord-est.
Des unités nippones tentent une contre-attaque en débarquant à leur tour sur Scarlet Beach le 17 octobre mais sans succès, la plupart des assaillants étant tués par les mitrailleuses et engins anti-aériens avant même d'avoir atteint la plage ; ceux qui y parviennent sont neutralisés par des patrouilles australiennes les jours suivants. Après l'échec de cet assaut amphibie, les troupes japonaises lancent une offensive terrestre qui réussit à couper les lignes de ravitaillement alliées le 18 octobre 1943. La contre-offensive australienne qui s'ensuit dès le lendemain parvient à les repousser vers leurs positions initiales sur Sattelberg le 25 octobre 1943.
Pour neutraliser cette menace, ces positions défensives sont assaillies au cours de la bataille de Sattelberg du 17 au 25 novembre 1943.
L'armée impériale japonaise commence alors à faire retraite vers le nord, le long de la côte, en tentant d'établir des périmètres et lignes de défenses qui ne parviennent qu'à freiner les Australiens.
Se regroupant autour de leur base de Sio, à 80 kilomètres au nord de Finschaffen, 4 300 soldats nippons opposent à partir du 5 décembre 1943 lors la bataille de Sio une vive résistance aux troupes australiennes soutenues par la marine et l'artillerie américaines. Leur système de défense commence à s'effondrer vers la fin décembre, non seulement en raison de leur grave manque de ravitaillement et de soutien, mais aussi à cause du débarquement de l'US Army à Saidor le 2 janvier 1944, à une centaine de kilomètres à l'ouest de Sio. Il se résolvent à abandonner progressivement la zone, craignant de se voir complètement encerclés, et entreprennent une longue et harassante retraite vers l'ouest, où plusieurs milliers meurent d'épuisement, de maladies ou de faim, disparaissent ou se suicident.
Sio tombe le 15 janvier 1944 ; les opérations de patrouille visant à neutraliser les quelques éléments nippons encore actifs dans la zone ou en phase de retraite durent jusqu'en mars.

## Conséquences
Avec le succès de cette campagne mais aussi de la campagne des monts Finisterre, toute résistance de l'armée nippone organisée dans la péninsule de Huon s'est effondrée, dont les survivants se retirent dans la jungle au cours d'une longue retraite vers l'ouest où beaucoup mourront de faim, de maladies ou se suicideront.
Après ces campagnes, l'implication de l'Australie dans la guerre du Pacifique est réduite avec l'arrivée massive des troupes américaines. Il faudra attendre la fin de l'année 1944 avant que le pays entame à nouveau de nouvelles grandes campagnes contre l'empire du Japon, notamment à Bougainville, Aitape-Wewak ou Bornéo.
Le fossé technologique entre les armées impériales et alliées, tout comme l'écart entre leurs capacités industrielles, sont clairement apparus à l'occasion de cette bataille. Alors que les Japonais souffraient d'un manque important voire chronique de matériel et de ravitaillement, les Australiens bénéficiaient d'une relative abondance, soutenus par l'implication grandissante des États-Unis dans le conflit.